# Dragon Ball Z: Il destino di Goku
Dragon Ball Z: Il destino di Goku (Dragon Ball Z: The Legacy of Goku) è il primo di una serie di videogiochi prodotta per la piattaforma Game Boy Advance che si basa sulla popolare serie anime Dragon Ball Z. Questo primo capitolo vendette 1,52 milioni di copie negli Stati Uniti.

## Trama
Primo titolo della serie, ripercorre le tappe salienti del 1° arco narrativo dell'anime, ovvero dall'arrivo di Radish e l'invasione dei Saiyan, fino al culmine dello scontro sul pianeta Namecc contro il tiranno Freezer. Unico titolo della serie in cui sono inseriti degli intermezzi presi direttamente dall'anime.

### Personaggi giocabili
In questo primo capitolo disporremo dell'utilizzo di un solo personaggio, ossia Son Goku, di cui sarà possibile utilizzarne la forma di Super Saiyan solo nello scontro finale contro Freezer sul pianeta Namecc ormai prossimo all'esplosione.

### Oggetti
- Erba: ricarica 1/4 dell'energia
- Fagiolo di Balzar: ricarica tutta l'energia
- Piume blu: ricaricano 5 piume-volo
- Piume gialle: ricaricano 10 piume-volo
- Piume rosse: ricaricano 20-piume-volo

### Tecniche disponibili
Essendo Goku l'unico personaggio disponibile, le sue tecniche sono le seguenti (Onda Ki subito disponibile, il Kaio-Ken che si sbloccherà prima dello scontro con Radish ed infine l'Onda Kamehameha che potrà essere utilizzata solo dopo aver superato l'allenamento di Re Kaioh).

### Campagna
Il videogioco presenta diverse quest che saranno parte integrante della trama (esempio sconfiggere i vari semi-boss e boss dei livelli), ma anche molte altre quest secondarie che occorrono solo per aumentare l'esperienza di gioco (esempio recuperare una barca giocattolo ad un bambino).